# Famille de Billy
La famille de Billy est une famille française originaire du département d'Eure-et-Loir.
Elle compte parmi ses membres un général, un ambassadeur de France, un ingénieur des mines, un actuel chef d'orchestre.  

## Histoire

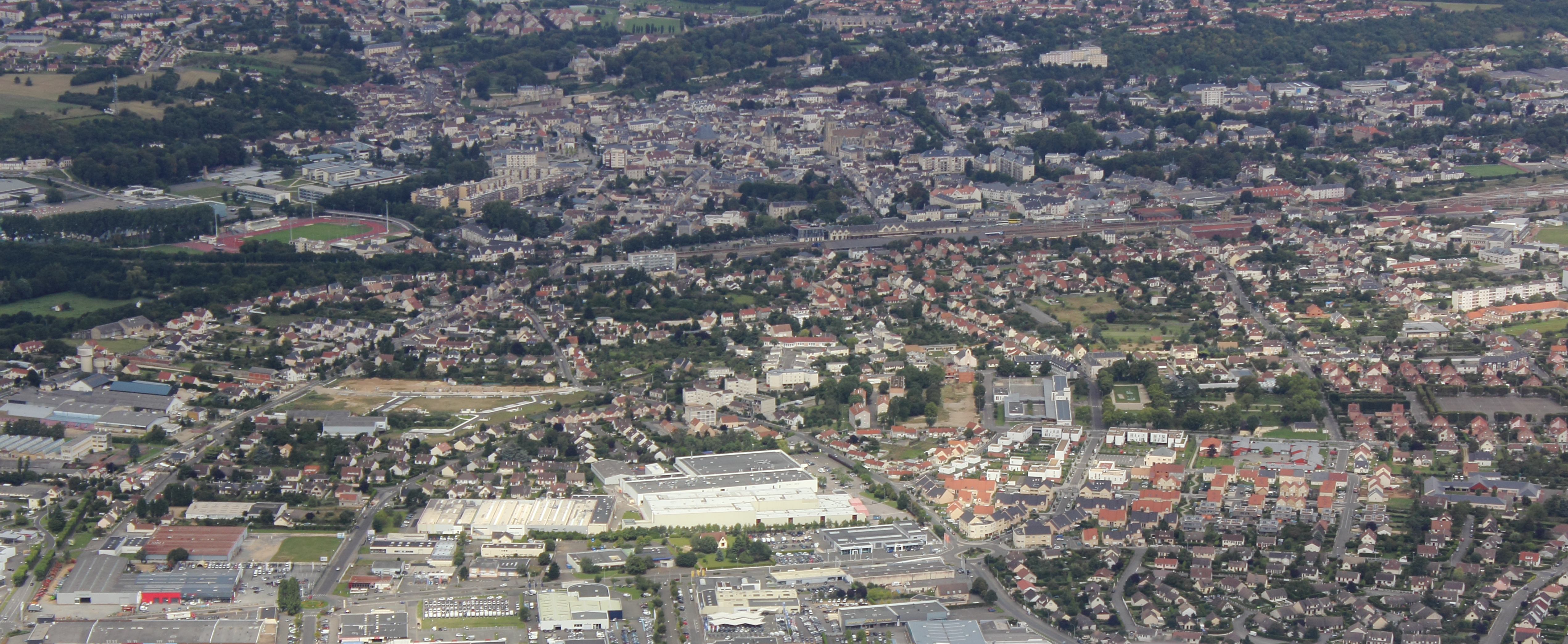
Vue sur la ville de Dreux

Cette famille est originaire des environs de Dreux au XVIIe siècle où elle occupait une situation sociale des plus modestes écrit le généalogiste Gustave Chaix d'Est-Ange. Il ajoute que des généalogistes ont voulu la faire descendre d'une ancienne famille noble du même nom issue du Soissonnais mais que le point de jonction n'a pu être déterminé. Il écrit également qu'une famille du Canada, portant le même nom et revendiquant son origine dans l'ancienne famille noble du Soissonnais, l'a reconnue comme parente en 1892.
La filiation de cette famille remonte à Nicolas de Billy, veuf de sa première épouse, il prend pour seconde femme la fille d'un maître fondeur. Son fils, Jean-Louis de Billy, prend dans des actes la qualification d’écuyer. Il a pour fils Jean Louis Debilly qui né le 30 juillet 1763 à Dreux, place du Grand Carrefour. Celui-ci a deux fils, Charles-Louis de Billy, né à Paris en 1790, officier, qui sera fait chevalier de l'Empire en 1813, et Louis-Daniel de Billy, inspecteur général des ponts et chaussées, d'où postérité.

## Personnalités
- Jean Louis Debilly (1763-1806), général de brigade (1795)
- Charles-Louis de Billy (1790-1813), page de l'empereur Napoléon Ier, chef de bataillon, chevalier de l'Empire en 1813
- Louis-Daniel de Billy, inspecteur général des ponts et chaussées
- Édouard de Billy (1802-1874), ingénieur en chef des mines (1840-1857), inspecteur général du corps des mines (à partir de 1857), président de la Société géologique de France en 1869, vice-président du Conseil général des mines de 1871 à 1872, président du club alpin français (2-4 avril 1874)
- Robert de Billy (1869-1953), ambassadeur de France en Grèce (1917-1921) puis au Japon (1927-1929), il fut l'un des proches de Marcel Proust
- Bertrand de Billy (1965), chef d'orchestre

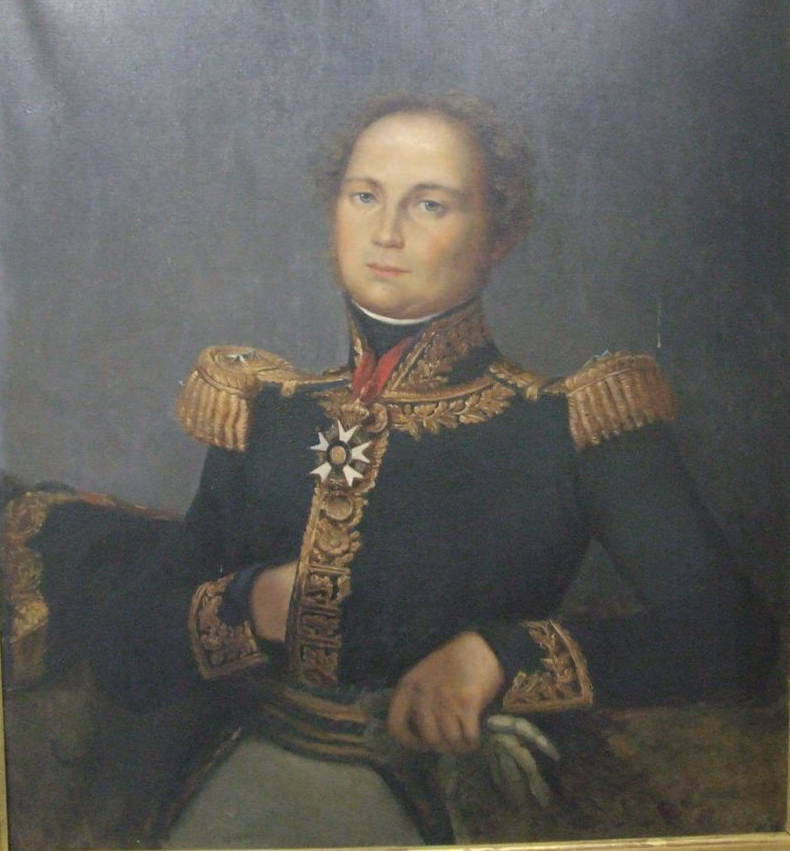
Jean Louis Debilly (1763-1806)
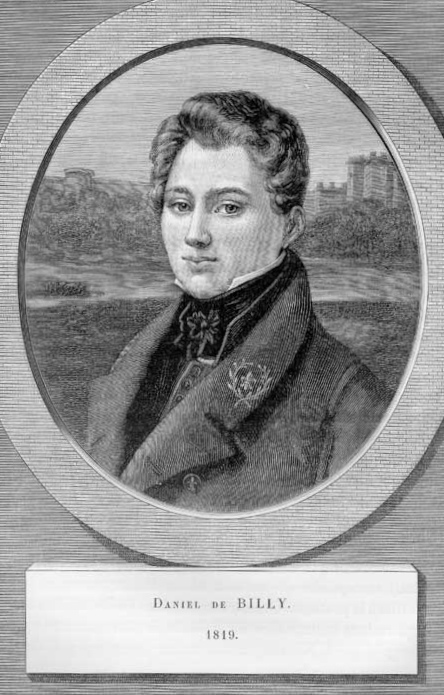
Édouard de Billy (1802-1874)
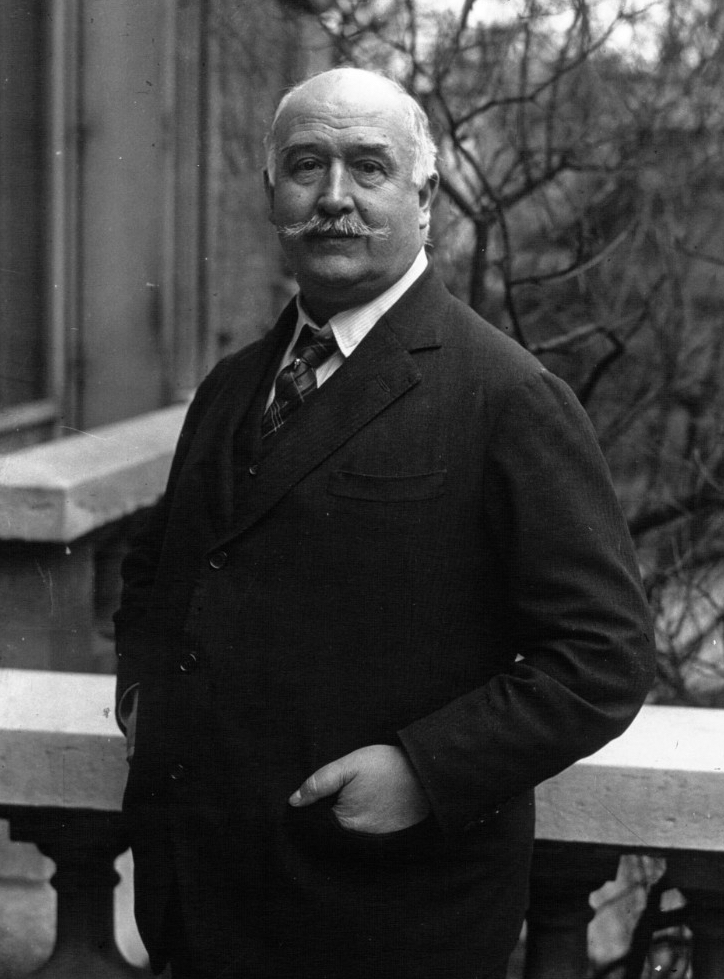
Robert de Billy (1869-1953)
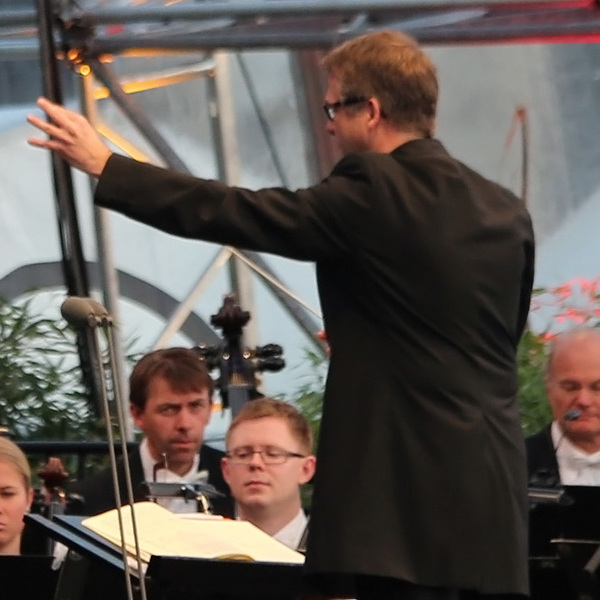
Bertrand de Billy (1965)

## Alliances
Les principales alliances de la famille de Billy sont : Rousseau, Valle (1701), Chénard, Saum, Pieyre, Johnsthon, Grand d'Esnon, Mirabaud, de Stael-Holstein (1898), Wallon, Appia, Raoul-Duval, etc.

## Postérité
- Le nom du général Jean Louis Debilly fait partie des 660 personnalités à avoir son nom gravé sous l'arc de triomphe de l'Étoile. Il apparaît sur la 18e colonne.
- Dans la galerie des batailles du château de Versailles, il existe de lui un buste en marbre par Jean-Baptiste Debay.
- À Paris (16e et 7e arrondissements), son nom a été donné au quai Debilly (voie qui conserva ce nom jusqu’en 1918 avant de devenir l'Avenue de New-York), au port Debilly et à la passerelle Debilly.
- À la fin du XIXe siècle, la famille Debilly a fait poser, à Dreux, au carrefour de Billy une plaque commémorative destinée à rappeler le souvenir de leur ancêtre et a offert à la ville son portrait.

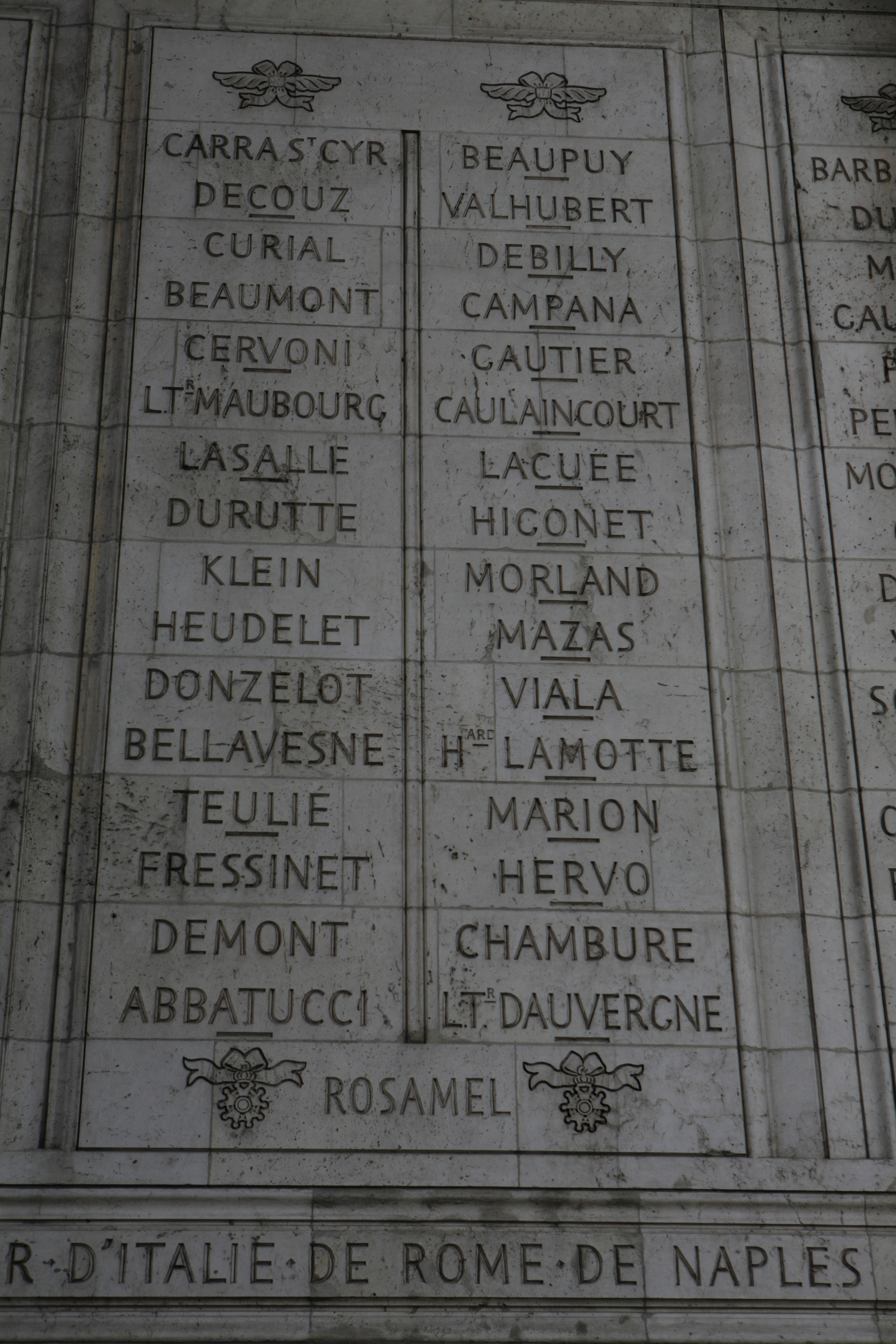
Noms gravés sous l'arc de triomphe de l'Étoile : pilier Est, 17e et 18e colonnes
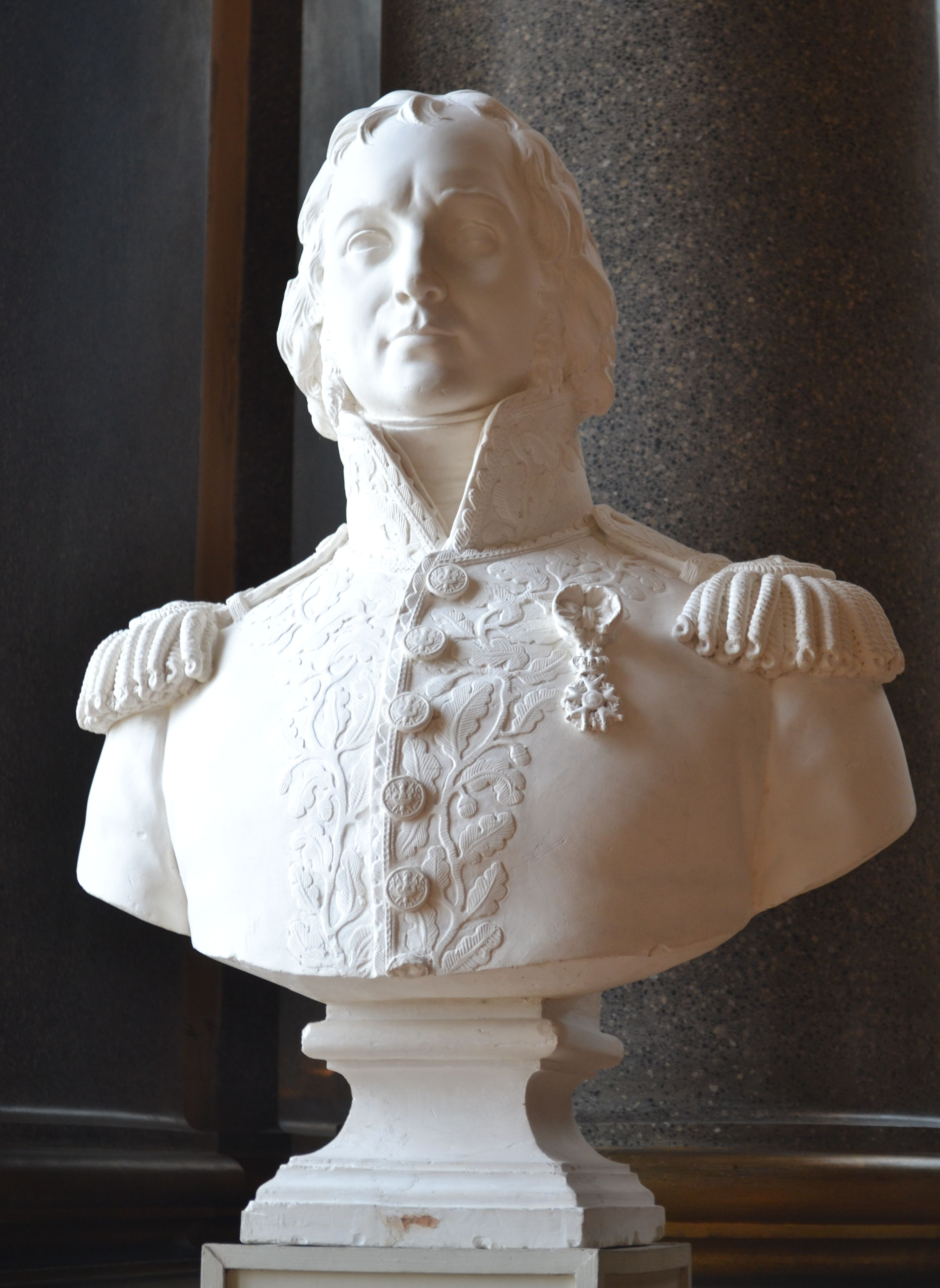
Buste de Jean Louis Debilly, galerie des Batailles du château de Versailles

## Pour approfondir